# Taupo Motorsport Park
Het Taupo Motorsport Park is een racecircuit in Taupo, Nieuw-Zeeland. De eigenaar van het circuit is MIT Development Ltd. Het circuit wordt gebruikt sinds 2006. Het complex bestaat buiten het asfaltcircuit ook uit een dragstrip. Het circuit is 3,5 kilometer lang en heeft 14 bochten.
Op 21 januari 2007 was er de zesde race van het A1GP-kampioenschap. De sprintrace en de hoofdrace werden gewonnen door de Duitser Nico Hülkenberg.